# Pług odśnieżny Henschel

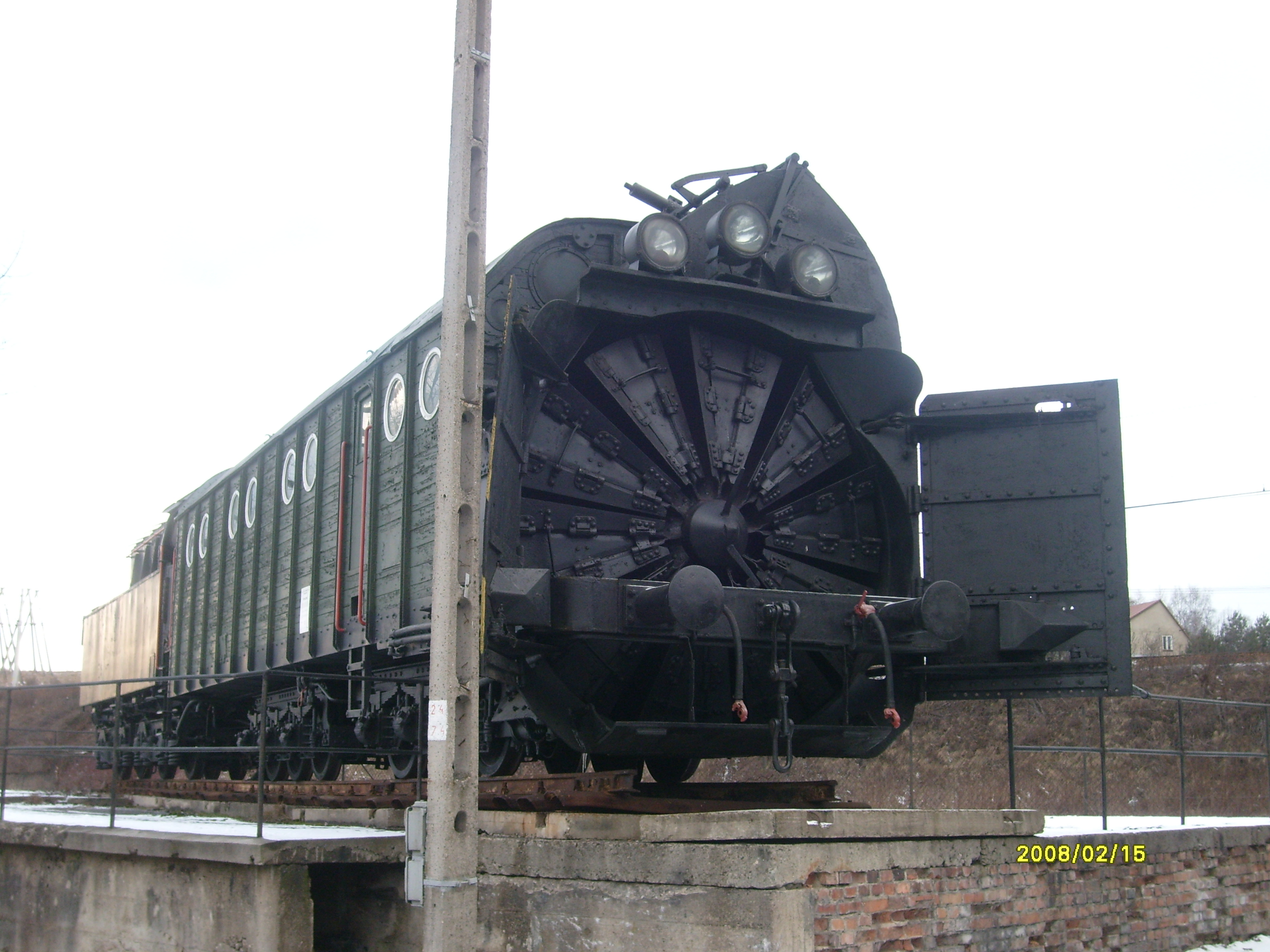
Pług odśnieżny Henschel

Pług odśnieżny typu Henschel – pług śnieżny wirnikowy przeznaczony do odśnieżania torów kolejowych.
Składał się z wagonu z maszyną parową i kotłem typu parowozowego oraz tendra do przewozu węgla i wody. Maszyna działała w układzie bliźniaczym. Pługi parowe typu Henschel wymagały stosowania podczas pracy lokomotywy popychającej. Śnieg nagarniany był na wirnik obracający się z prędkością do 150 obr./min, który powodował odrzucenie go na odległość nawet 40 metrów od torów. Po drugiej wojnie światowej były eksploatowane przez koleje obu krajów niemieckich. Kilka zachowano jako eksponaty zabytkowe.